# Stephanie Milde
Stephanie Milde (* 9. Mai 1988 in Pößneck, DDR) ist eine deutsche Fußballspielerin.

## Karriere
Milde begann ihre Karriere mit sieben Jahren beim VfB 09 Pößneck und schloss sich 2000 den FF USV Jena an. Im Sommer 2008 gelang ihr mit Jena der Bundesliga-Aufstieg. Am 7. September 2008 gab sie ihr Debüt in der höchsten deutschen Spielklasse gegen den Hamburger SV. Am 6. März 2011 gelang ihr beim 2:2 gegen den FCR 2001 Duisburg ihr erstes Bundesligator. Am 15. Juni 2012 gab sie ihren Weggang beim FF USV Jena bekannt.
Milde ging 2002 an das GuthsMuths Sportgymnasium in Jena. Momentan geht sie dem Studium für das Grundschullehramt an der Universität Erfurt nach und spielte in der Saison 2012/2013 beim Thüringer Verbandsligisten Weimarer FFC. Nach nur einer Saison wechselte Stephanie Milde zum FSV Grün-Weiß Stadtroda, welcher auch in der Thüringer Verbandsliga spielte. Im Januar 2014 kehrte sie zum FF USV Jena zurück und gab am 23. Februar 2014 ihr Comeback für die Jenaer Reserve-Mannschaft in der 2. Fußball-Bundesliga Nord gegen den Magdeburger FFC.